# Даниил (патриарх Румынский)
Патриа́рх Дании́л (рум. Patriarhul Daniel, в миру Дан Илие Чоботя, рум. Dan Ilie Ciobotea; род. 22 июля 1951, Тимиш) — епископ Румынской православной церкви, с 30 сентября 2007 года — Архиепископ Бухарестский, Митрополит Мунтенский и Добруджийский, Наместник Кесарии Каппадокийской, Патриарх Румынский.

## Биография
Родился 22 июля 1951 года в селе Добрешти (ныне жудец Тимиш, Румыния), был третьим ребёнком в семье учителя Алексие и Стелы Чоботя. Он получил имя Дан-Илие в честь пророка Илии.
Окончил начальную школу в родном селе (1958—1962), затем гимназию — в Лэпушнике (1962—1966). В 1966 году начал учиться в лицее в Бузиаше. В 1967 году перешёл в лицей города Лугож, который окончил в 1970 году.
В 1970—1974 годах учился в Богословском институте в Сибиу (Румыния), специализировался по Новому Завету. В 1974—1976 годах работал над докторской диссертацией в Богословском институте при Бухарестском университете под руководством профессора и священника Димитрия Стэнилоае. В 1976—1978 годы обучался на факультете протестантской теологии в университете гуманитарных наук в Страсбурге (Франция). В 1978—1980 годы обучался на факультете католической теологии во Фрайбургском университете (Германия). В июне 1979 года в университете Страсбурга защитил докторскую диссертацию «Réflexion et vie chrétiennes aujourd’hui: Essai sur le rapport entre la théologie et la spiritualité» (Христианское мышление и жизнь сегодня: исследование о соотношении теологии и духовности), став доктором богословия данного университета.
В 1980—1988 годах преподавал в Экуменическом институте Боссе (Швейцария), в 1986—1988 годы — заместитель директора этого института. Кроме того, читал лекции в университетах Женевы и Фрибура.
6 августа 1987 года был пострижен в монашество в монастыре Сихастрия с именем Даниил. В октябре 1988 года возведён в сан протосинкелла.
С сентября 1988 по март 1990 года исполнял обязанности советника Румынского патриарха Феоктиста.
В октябре 1989 года в Богословском институте при Бухарестском университете защитил расширенный вариант своей прежней докторской диссертации под названием «Богословие и христианская духовность: Отношения между ними и современная ситуация» на соискание степени доктора православного богословия.
4 марта 1990 года, вскоре после свержения коммунистического режима Николае Чаушеску, хиротонисан во 4 марта 1990 года был хиротонисан во епископа Лугожского, викария Тимишоарской архиепископии.
7 июня того же года был избран архиепископом Ясским и митрополитом Молдавским и Буковинским. 1 июля того же состоялась его интронизация. При этом Молдовская и Буковинская митрополия неофициально считается второй по значимости кафедрой в Румынской православной церкви после патриаршей, а занимающий её иерарх обычно бывает основным претендентом на патриарший престол в случае смерти или отставки патриарха.
С 1992 года, одновременно, профессор Богословского факультета в Яссах.
В 1991—1998 годах митрополит Даниил был членом Центрального Комитета Всемирного Совета Церквей, с 1990 года — членом президиума и ЦК Конференции Европейских Церквей. Считается сторонником экуменического движения, диалога с Римско-католической церковью.
После кончины Патриарха Феоктиста 30 июля 2007 года исполнял обязанности предстоятеля Румынской церкви. 12 сентября 2007 года избран новым Патриархом — за его кандидатуру проголосовали 95 из 180 членов избирательной коллегии, в которую входили представители Священного Синода Румынской православной церкви, высшие церковные иерархи, деканы теологических факультетов университетов Румынии. Другими кандидатами были митрополит Вадский, Фелякский и Клужский Варфоломей (Анания) и епископ Ковасненский и Харгитский Иоанн (Сележан).
В 2013 году Кристиан Василе писал, что «в отличие от своего предшественника, патриарх Даниил занимает гораздо более скромное место в сравнении с другими общественными фигурами. Причина этого в том, что Даниил не обладает харизмой и производит впечатление сухого, не слишком сердечного человека. Кроме того, снижение доверия церкви может быть результатом борьбы за преемничество после смерти Феоктиста в 2007 году, когда РПЦ раскололась на две группировки. К этому добавились журналистские расследования о церковных богатствах и коррупции высших православных иерархов».

## Сочинения
- «Atât de mult a iubit Dumnezeu lumea…» 12 Scrisori pastorale de Crăciun și de Paști (Iași, 1996);
- Călătorind cu Dumnezeu — înțelesul și folosul pelerinajului (Iași, 2000);
- Confessing the Truth in Love — Orthodox Perceptions of Life, Mission and Unity (Iași, 2001);
- Luptător jertfelnic și ctitor darnic — lucrarea harului în viața Sfântului Voievod Ștefan cel Mare (Iași, 2004);
- Dăruire și dăinuire. Raze și chipuri de lumină din istoria și spiritualitatea românilor (Iași, 2005);
- Făclii de Înviere — Înțelesuri ale Sfintelor Paști (2005);
- Recunoștință și reînnoire (Iași, 2005);
- Comori ale Ortodoxiei. Explorări teologice în spiritualitatea liturgică și filocalică (Iași, 2007), toate apărute la Editura Trinitas.
- Foame și sete după Dumnezeu — înțelesul și folosul postului (Basilica, București, 2008).

## Награды
- Цепь ордена Звезды Румынии (2010)
- Кавалер Большого креста ордена Звезды Румынии (2007)
- Кавалер Большого креста ордена «За верную службу» (2000)[6]
- Орден Республики (Молдавия, 14 сентября 2010 года) — в знак глубокой признательности за выдающийся вклад в воссоздание Бессарабской митрополии и особые заслуги в возрождении румынской духовности и продвижении православных христианских ценностей[7][8]
- Орден князя Ярослава Мудрого I степени (Украина, 27 июля 2013 года) — за выдающуюся церковную деятельность, направленную на подъём авторитета православия в мире, и по случаю празднования на Украине 1025-летия крещения Киевской Руси[9]
- Почётный доктор Политехнического университета Бухареста (2016 год)[10]
- Почётный гражданин Бухареста (31 января 2019 года)[11]
- Почётный гражданин жудеца Караш-Северин (2010 год)[12]
- Почётный гражданин города Негрешти-Оаш (2012 год)[13]